# French Poets and Novelists
French Poets and Novelists (em português, Poetas e romancistas franceses) é um livro de crítica de Henry James publicado em 1878. O livro reúne ensaios que James havia escrito ao longo dos anos anteriores. Ainda jovem, James tornou-se fluente em francês e lia muito da literatura da França. Esses ensaios demonstram um profunda familiaridade com as técnicas e temas de muitos autores franceses. Também inclui um ensaio interessante sobre o romancista russo Ivan Turgueniev, que James leu em uma tradução alemã.

## Lista dos ensaios
| - Alfred de Musset - Théophile Gautier - Charles Baudelaire - Honoré de Balzac - Balzac's Letters - George Sand | - Charles de Bernard and Gustave Flaubert - Ivan Turgénieff - The Two Ampéres - Madame de Sabran - Mérimée's Letters - The Théâtre Français |